# Eomeonim-eun nae myeoneuri
Eomeonim-eun nae myeoneuri (hangeul: 어머님은 내 며느리, lett. Mia suocera è mia nuora; titolo internazionale The Mother and Daughter-in-Law, conosciuto anche come My Mother is My Daughter-in-Law) è un serial televisivo sudcoreano trasmesso su SBS dal 22 giugno al 21 dicembre 2015.

## Trama
Gyeong-sook ha sposato un uomo benestante quando aveva solo 19 anni. Sua suocera, che le diede molto filo da torcere, è morta, e anche il marito è deceduto da un paio d'anni. La donna dipende completamente dal figlio Jung-soo, un medico, fidanzato con una ragazza di origini povere, Hyun-joo. Nonostante la disapprovazione di Gyeong-sook, i due si sposano, e la donna inizia a maltrattare la nuora. Improvvisamente, Jung-soo muore in un incidente stradale, e Gyeong-sook e Hyun-joo si separano. Ma, quando entrambe si risposano, Gyeong-sook si ritrova ad essere la nuora di Hyun-joo.

## Personaggi
- Chu Gyeong-sook, interpretata da Kim Hye-ri
- Kim Soo-kyung, interpretata da Moon Bo-ryung
- Kim Jung-soo, interpretato da Lee Yong-joon
- Kim Yum-soon, interpretata da Oh Young-shil
- Yoo Hyun-joo, interpretata da Shim Yi-young
- Yoo Candy, interpretata da Go Na-hee
- Kang Eun-hye, interpretata da Lee Jin-ah
- Seo Mi-ja, interpretata da Kwon Jae-hee
- Kim Dong-woo, interpretato da Son Jang-woo
- Yoo Jae-yong, interpretato da Choi Sung-ho
- Jang Sung-tae, interpretato da Kim Jung-hyun
- Mi-yun, interpretata da Kim Na-mi
- Baek Chang-suk, interpretato da Kang Seo-joon
- Yang Moon-tak, interpretato da Kwon Sung-duk
- Park Bong-joo, interpretato da Lee Han-wi
- Im Shil-jang, interpretato da Kim Tae-young
- Joo Kyung-min, interpretato da Lee Sun-ho
- Gab Boo-jang, interpretato da Kim Dong-gyoon
- Song Kwa-jang, interpretato da Sung Chang-hoon
- Jun Eul-hee, interpretata da Han Ji-ahn
- Jo-kyung, interpretata da Jo Eun-bit
- Go Young-sun, interpretata da Han Mi-sook
- Im Jung-ok, interpretata da Kim Na-young
- Nam Young-gook, interpretato da Jung Geun

## Colonna sonora
1. Give Me, Give Me (기미기미) – Cha Yeo-wool
2. Ijeoboryeohanda (잊어보려한다) – Kim Yong-jin dei Bohemian
3. Pain (상처) – Jung Sun-yun
4. The Only Love (하나의 사랑) – Gowoon delle Berry Good
5. Like a Dream (이 꿈처럼) – DK Soul
6. Sweet Year (달콤해) – Air Couple
7. Give Me, Give Me (Inst.) (기미기미 (Inst.))
8. Ijeoboryeohanda (Inst.) (잊어보려한다 (Inst.))
9. Pain (Inst.) (상처 (Inst.))
10. The Only Love (Inst.) (하나의 사랑 (Inst.))
11. Like a Dream (Inst.) (이 꿈처럼 (Inst.))
12. Sweet Year (Inst.) (달콤해 (Inst.))